# Pseudobatos productus
El pez guitarra (Pseudobatos productus) es un pez de la familia de los rinobátidos y del orden de los rajiformes.

## Descripción
El macho puede alcanzar 119 cm de longitud total y la hembra hasta 170 cm.

## Distribución geográfica
Habita cerca de las costas en el Pacífico oriental, desde de San Francisco, Estados Unidos, en el Golfo de California y posiblemente hasta Mazatlán (México).

## Ecología
Se encuentra en la arena o el fango del fondo de las bahías, praderas de pastos marinos, estuarios y cerca de los arrecifes rocosos. Por lo general se encuentran en aguas menos profundas de 12 metros, pero se ha registrado a 91,5 m. Es nómada y gregario.

## Alimentación
Come crustáceos, moluscos, gusanos, y peces.

## Reproducción
Alcanza la madurez sexual hacia los 7 años. Se reproduce anualmente y la hembra puede tener entre una y 16 crías por camada.